# Ozero Solenoye (saltsjö i Kazakstan, lat 54,85, long 70,41)
Ozero Solenoye är en saltsjö i Kazakstan. Den ligger i den norra delen av landet, 400 km norr om huvudstaden Astana. Arean är 2,4 kvadratkilometer.